# Matthias Ward
Matthias Ward (Elbert megye, 1805. október 13. – Raleigh, 1861. október 5.) az Amerikai Egyesült Államok szenátora (Texas, 1858–1859).